# 広島県道418号井関加茂線
広島県道418号井関加茂線（ひろしまけんどう418ごう いせきかもせん）は、広島県神石郡神石高原町から福山市に至る一般県道である。

## 概要
神石郡神石高原町井関から福山市加茂町字北山に至る。

### 路線データ
- 起点：神石郡神石高原町井関（三和の森入口交差点、国道182号交点）
- 終点：福山市加茂町字北山（広島県道21号加茂油木線交点）
- 実延長：20.2 km
- 異常気象時通行規制区間：全区間

## 歴史
- 1960年（昭和35年）10月10日 - 広島県告示第682号により広島県道208号井関加茂線として認定される。
- 1972年（昭和47年）11月1日 - 広島県の県道番号再編により現行の県道番号に変更される。
- 1975年（昭和50年）2月1日 - 福山市が深安郡加茂町を編入したことにより終点の地名表記が変更される。
- 2004年（平成16年）11月5日 - 神石郡の全町村が対等合併して神石郡神石高原町が成立したことにより起点の地名表記が変更される。

## 路線状況

### 通称
- 甲道（かぶとみち）[1]

### 重複区間
- 広島県道・岡山県道104号坂瀬川芳井線（福山市山野町大字山野 - 福山市山野町大字矢川）

### 並行する旧街道
- 平川往来（古い道筋のもの。）

本県道は福山市の山野町山野地内から加茂町北山地内にかけて並行。福山城下と備中国平川郷（現：岡山県高梁市備中町平川）を結んでいた街道で、福山城下からは、現在の福山市加茂町粟根で長右衛門坂（ちょうえもんざか）越えの古い道筋（本県道に並行）と、堀切峠（通称：七曲）越えの新しい道筋（広島県道21号加茂油木線に並行）とに分岐。本県道に並行する道は、堀切峠越えの道が整備される以前からある古い道筋であり、福山藩士の子弟が誠之館の分校に向かうのにもっぱら利用されていたという。

## 地理

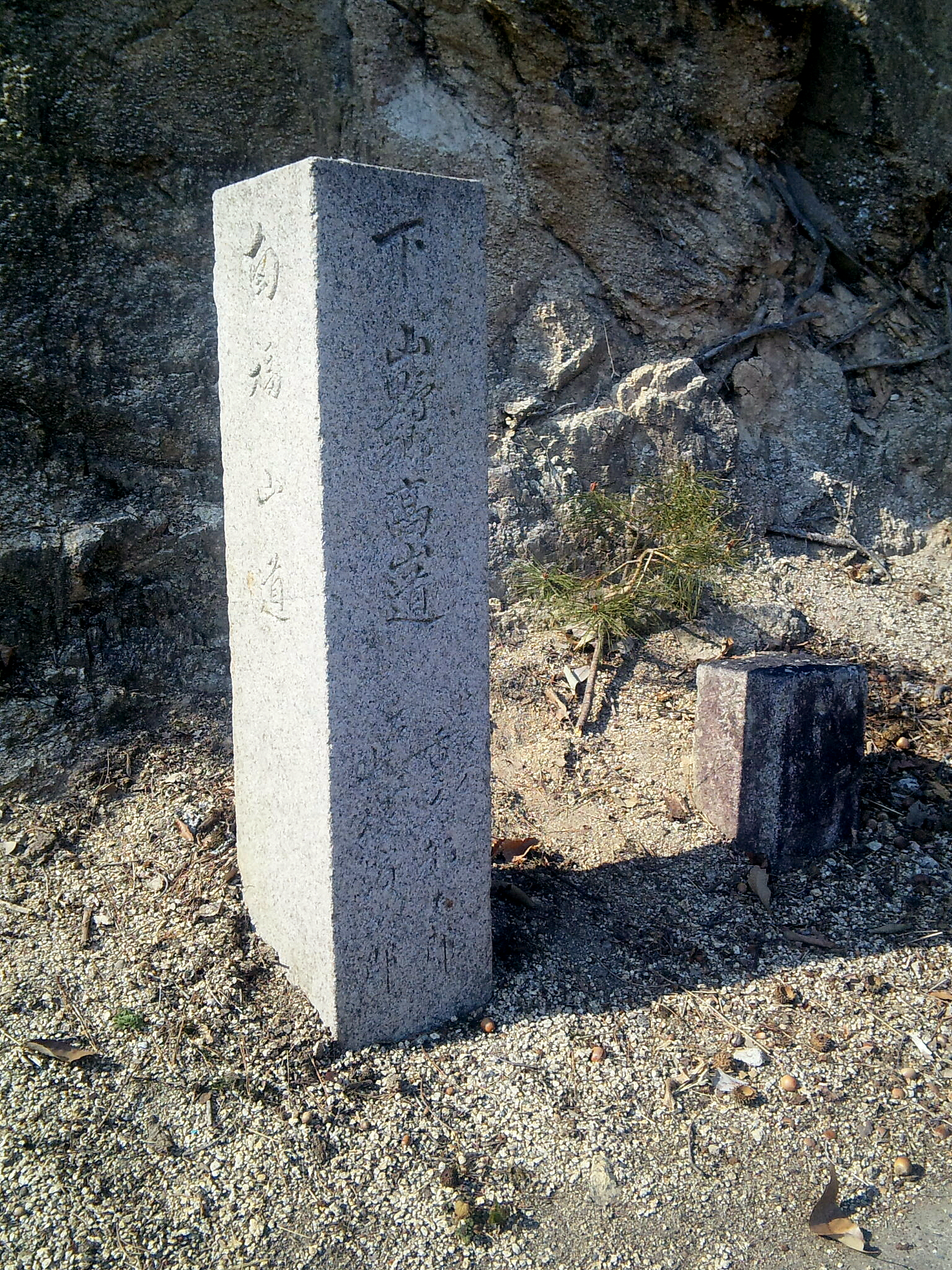
長右衛門坂（ちょうえもんざか）の登口に残る道標。
福山市加茂町粟根

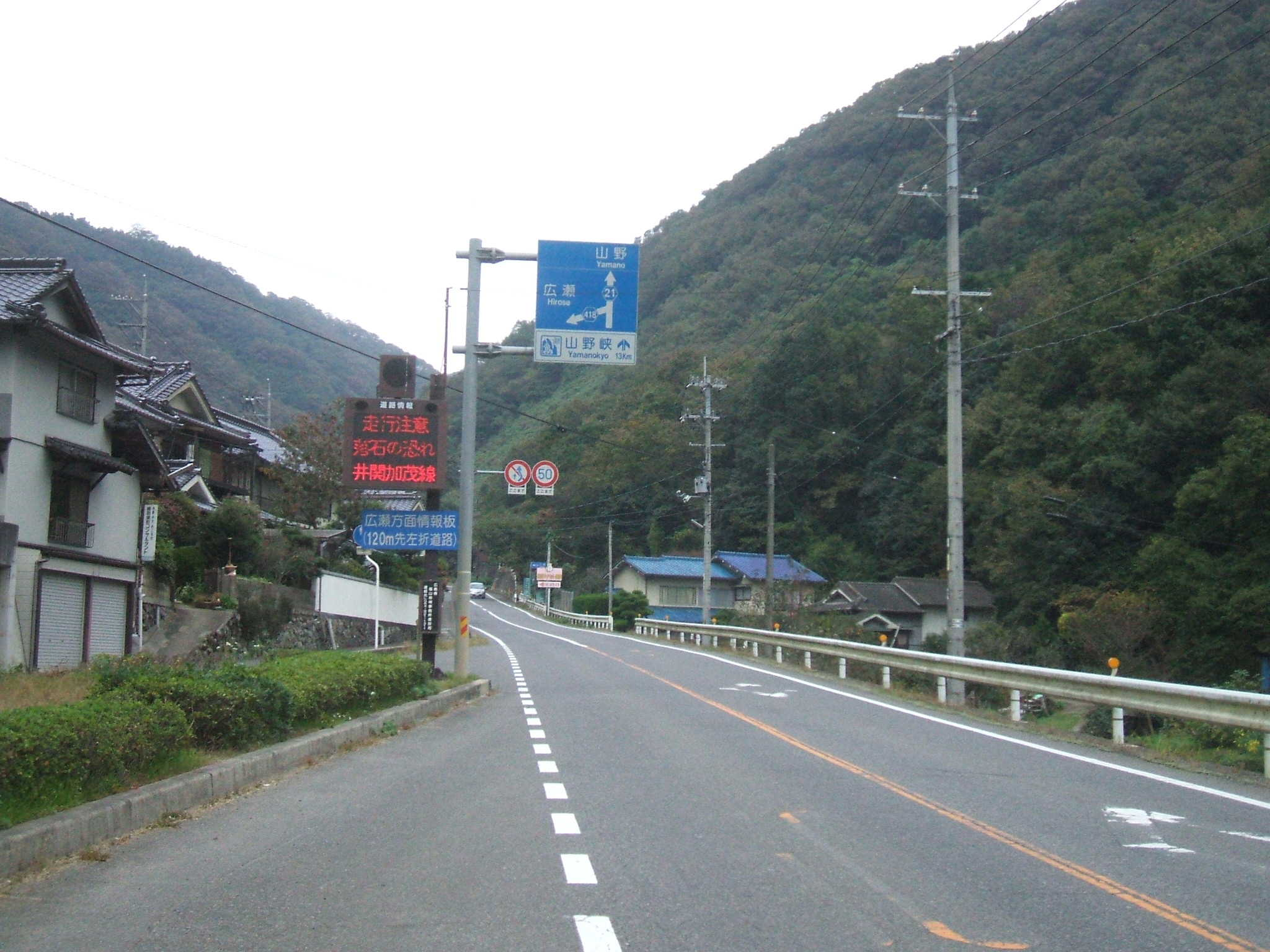
終点の加茂町北山にある道路標識

### 通過する自治体
- 広島県
  - 神石郡神石高原町 - 福山市

### 交差する道路
| 交差する道路                                     | 市町村名 | 市町村名   | 交差する場所   | 交差する場所              |
| ------------------------------------------------ | -------- | ---------- | -------------- | ------------------------- |
| 国道182号 国道314号 重複                         | 神石郡   | 神石高原町 | 井関           | 三和の森入口交差点 / 起点 |
| 広島県道・岡山県道104号坂瀬川芳井線 重複区間起点 | 福山市   | 福山市     | 山野町大字山野 |                           |
| 広島県道・岡山県道104号坂瀬川芳井線 重複区間終点 | 福山市   | 福山市     | 山野町大字矢川 |                           |
| 広島県道21号加茂油木線                           | 福山市   | 福山市     | 加茂町字北山   | 終点                      |

### 沿線
- 三和の森リゾート＆カンファレンスセンター
- 四川ダム
- 山野峡・龍頭滝
- 山野温泉
- 岩屋権現岩穴宮
- 中国自然歩道
- 福山市役所広瀬分所
- 福山市立広瀬学園
- 広瀬郵便局

### 峠
- 竹障子峠（福山市加茂町北山）